# 哈罗德·雷米斯
哈罗德·雷米斯（英語：Harold Allen Ramis，1944年11月21日—2014年2月24日）是一名犹太血统的美国男演員、喜剧演员、导演和編劇。他最著名的作品包括《条纹布》（1981年）中的羅素和《捉鬼敢死队》（1984年）中的伊根·史賓格勒，而他也是两部电影编剧。雷米斯影響了後代的喜劇演員和創作者，如傑·洛奇、傑克·卡斯丹、亞當·山德勒和法拉利兄弟都喜愛引用他的電影。

## 生平
2014年，雷米斯因自體免疫感染血管炎的综合症，死于家中，享年69岁。